# Maison de la Tour Eiffel
La maison de la Tour Eiffel est un édifice situé à Pontrieux, en France.

## Localisation
La maison est située sur la commune de Pontrieux, 22 place Yves-Le-Trocquer, dans le département des Côtes-d'Armor, en région Bretagne.

## Description
Maison en pans de bois à encorbellements successifs. Les sablières sont ornées de profils qui s'amortissent sur les consoles soutenant les encorbellements. Le deuxième étage et la pointe du pignon ont conservé leur revêtement en grosses ardoises formant des renvois d'eau successifs. Cette maison est un témoin intéressant de l'architecture civile du XVIe siècle.

## Historique
La maison est inscrite partiellement au titre des monuments historiques par arrêté du 24 mars 1926. Élément protégé : la façade.

## Galerie

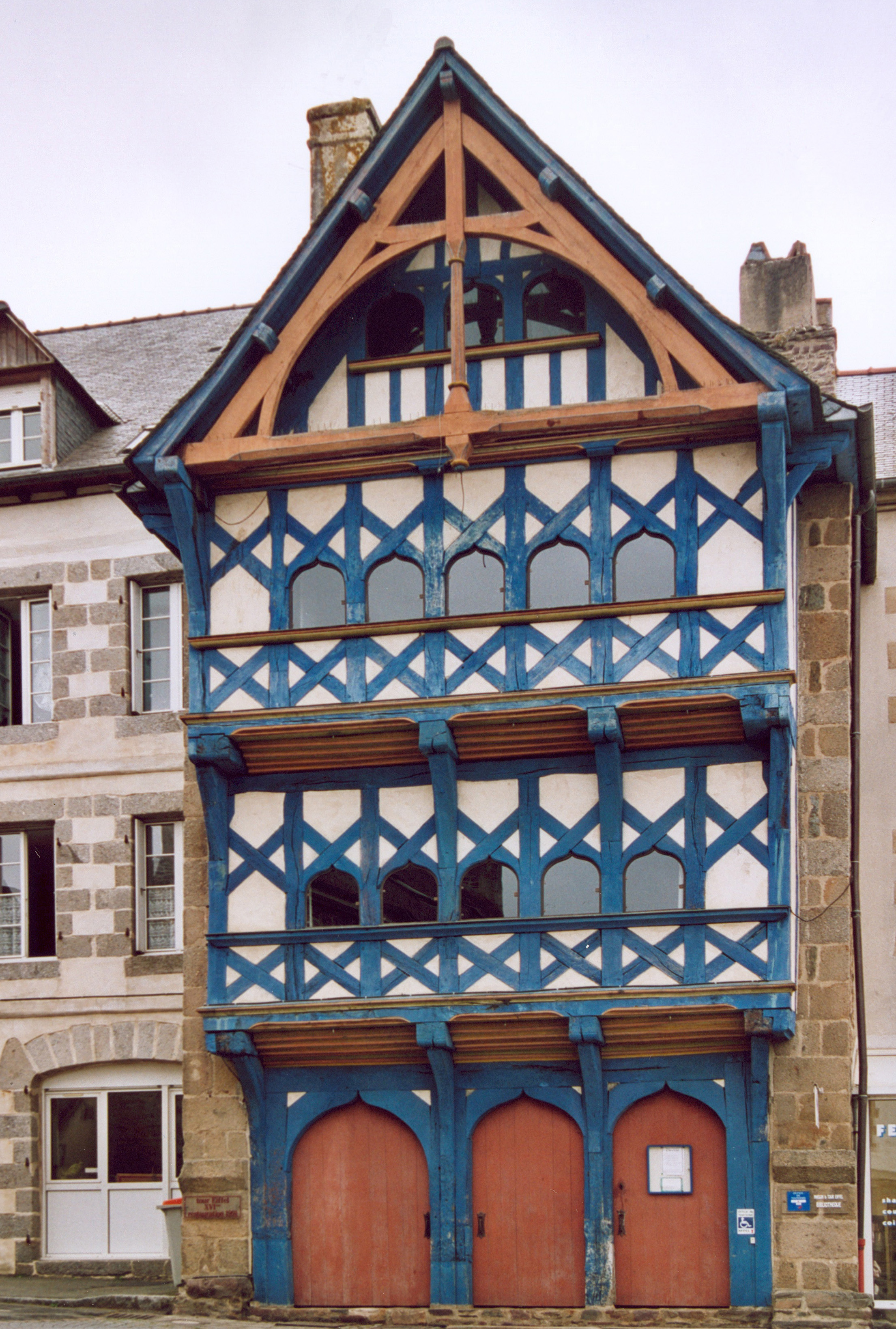
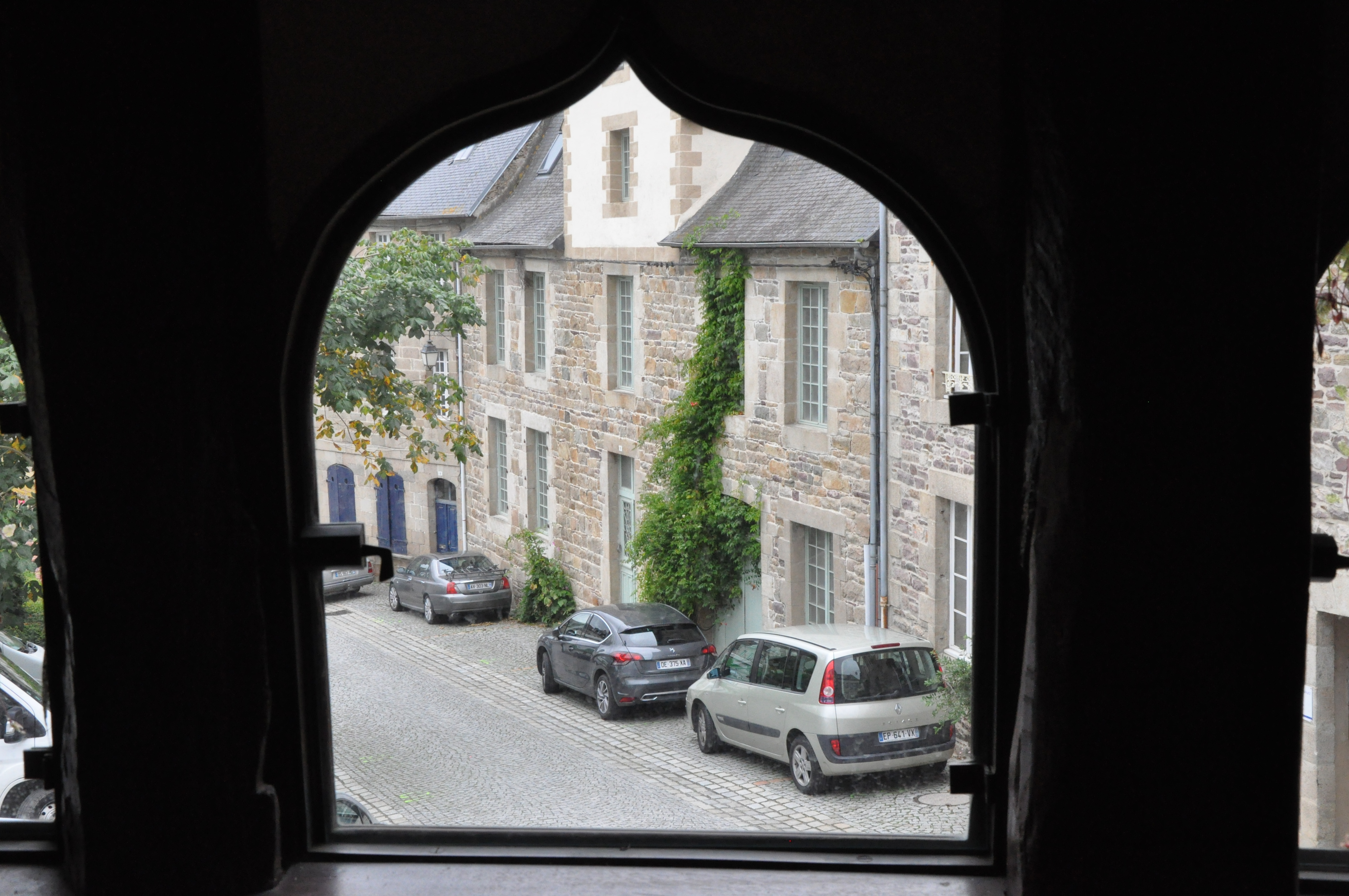
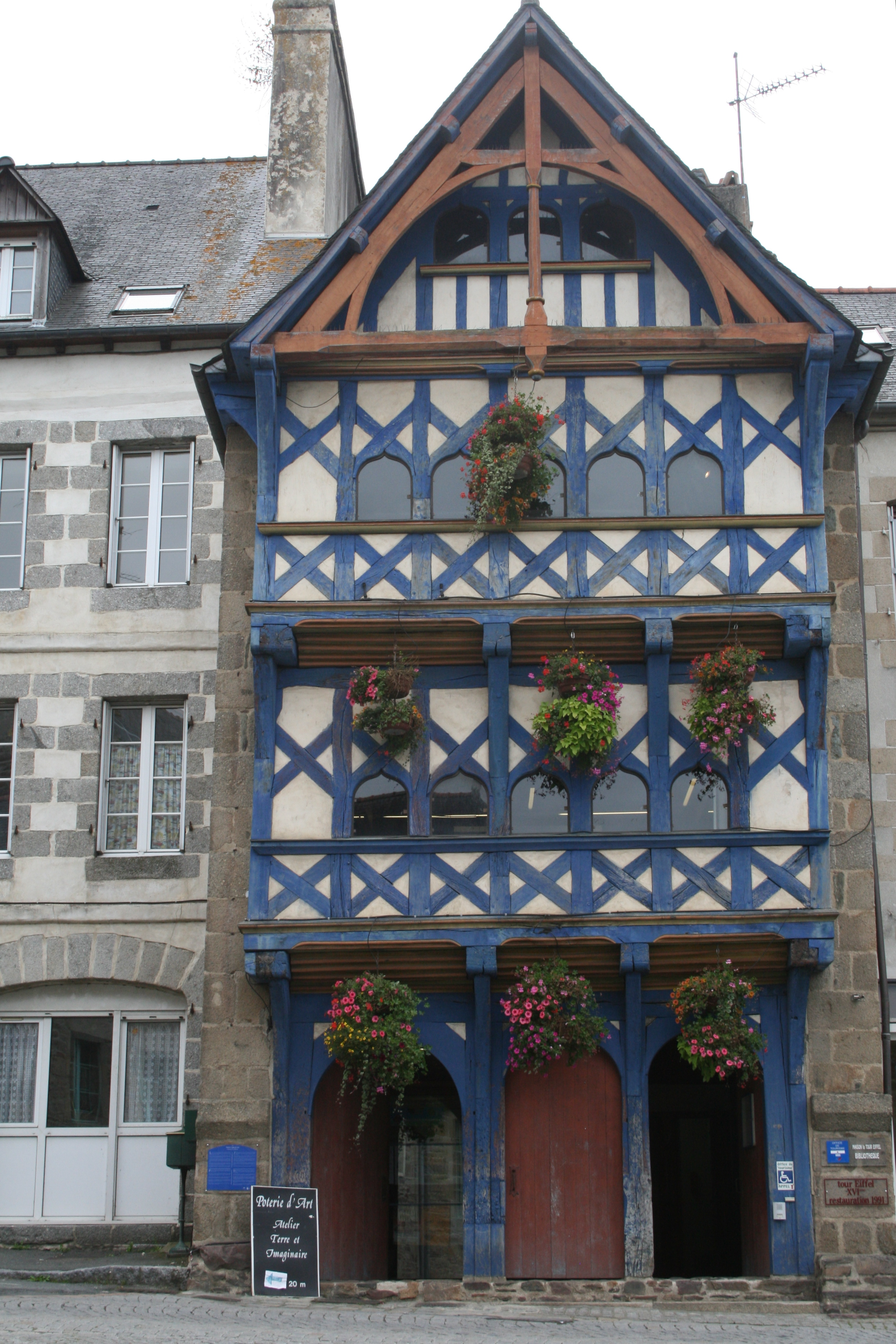